# 勿洛南站
勿洛南站（英語：Bedok South Station，代號：TE30）是一个未来在新加坡的地铁站，屬于新加坡地铁汤申－东海岸线，位于新加坡本岛勿洛规划区。
本站位處於上东海岸路和勿洛南路之交界，並鄰近淡马锡中学。

## 歷史
本站在2014年8月15日被宣布成為汤申－东海岸线其中一個地鐵站。